# Goniothalamus albiflorus
Goniothalamus albiflorus är en kirimojaväxtart som beskrevs av Nguyên Tiên Bân. Goniothalamus albiflorus ingår i släktet Goniothalamus och familjen kirimojaväxter. Inga underarter finns listade i Catalogue of Life.